# Rete tranviaria di Atene
La rete tranviaria di Atene è la rete tranviaria che serve la città greca di Atene. È composta da due linee.